# روجر كيمبل
روجر كيمبل (بالإنجليزية: Roger Kimball)‏ هو صحفي أمريكي، ولد في 1953.